# Phare d'East Chop
Le phare de East Chop (en anglais : East Chop Light) est un phare actif situé à l'est du port de Vineyard Haven, à Oak Bluffs dans le Comté de Dukes (État du Massachusetts).
Il est inscrit au Registre national des lieux historiques depuis le 15 juin 1987 .

## Histoire
Le phare a été construit en 1878 sur l'emplacement d'un sémaphore. Vers 1869, un capitaine de marine, Silas Daggett, construisit un phare privé sur la propriété. Pour payer la construction et l’entretien du phare, le propriétaire percevait des frais auprès des marchands locaux, des agences d’assurance maritime et des armateurs qui bénéficiaient de la lumière comme aide à la navigation. Ce phare privé, datant de 1869, était le dernier des six phares construits sur Martha's Vineyard. Celui-ci, alimenté au mazout, a brûlé en 1871. Il a été reconstruit, en 1872, sur le concept similaire au premier phare d'Edgartown. Il émettait un signal rouge et disposait de trois réflecteurs alimentés par des lampes au kérosène.
En 1875, le Congrès des États-Unis acheta la propriété et détruisit le phare et les autres bâtiments construits par Daggett. En 1878, une tour conique en fonte avec une lentille de Fresnel de quatrième ordre fut construite ainsi que la maison d'un gardien. Le phare était à l'origine peint en blanc, mais a été repeint en rouge brun dans les années 1880. La couleur brun-rouge a été maintenue jusqu'en 1988, date à laquelle le feu a été peint en blanc par Vineyard Environmental Research, Institute (VERI). En 1933, le phare a été automatisé. À l'époque, les garde-côtes des États-Unis (USCG) ont proposé de louer la demeure du gardien à George Walter Purdy, gardien de longue date. Celui-ci refusant l'offre, le logement du gardien, son hangar à mazout et d'autres dépendances ont été démolis.

### Sauvegarde
En raison des pénuries de financement dues au coût élevé de l’entretien des structures dans les années 1970 et au début des années 1980, divers phares autour des États-Unis ont été détruits ou destinés à être détruits. Le phare de East Chop et deux autres phares de Martha's Vineyard (phare de Gay Head et phare d'Edgartown) ont été désignés pour être détruits au début des années 1980. Une pétition fédérale et le témoignage au Congrès des représentants de la Vineyard Environmental Research Inst. ont permis de sauver ces phares. La garde côtière américaine a délivré une licence de 35 ans pour les trois feux en 1985.
Après avoir reçu la licence du phare, l’Institut a entrepris une série d’activités de financement auprès de la communauté de Martha's Vineyard. Cela a permis d'effectuer une restauration majeure du phare. En 1988 le phare a été peint en blanc. Il a été ouvert à un accès public limité dès 1988, tous les dimanches de la saison estivale et lors d’occasions spéciales telles que les mariages et les collectes de fonds. Cette politique d'accès public reste en vigueur sous la gestion actuelle de la lumière par le Martha's Vineyard Museum. Au cours de l'été 2007, le phare a été réaménagé à l'intérieur et à l'extérieur, avec un nouveau câblage électrique, de nouvelles fenêtres et un extérieur réaménagé.

## Description
Le phare  est une tour cylindrique en fonte, avec une galerie circulaire et une lanterne de 12 m de haut. La tour est peinte en blanc et la lanterne est noire. Son feu isophase émet, à une hauteur focale de 23 m, un long éclat vert de 3 secondes par période de 6 secondes. Sa portée est de 9 milles nautiques (environ 17 km).

## Caractéristiques dufeu maritime
Fréquence : 6 secondes (G)
- Lumière : 3 secondes
- Obscurité : 3 secondes

Identifiant : ARLHS : USA-259 ; USCG : 1-13745 - Amirauté : J0446 .
|                   |
| Martha's Vineyard |

### Lien connexe
- Liste des phares du Massachusetts